# 聖闘士星矢 THE LOST CANVAS 冥王神話
『聖闘士星矢 THE LOST CANVAS 冥王神話』（セイントセイヤ ザ ロスト キャンバス めいおうしんわ、以下『LC』）は、車田正美原作、手代木史織作画の漫画。『週刊少年チャンピオン』（秋田書店）にて2006年39号から2011年19号まで連載された。また、外伝として『聖闘士星矢 THE LOST CANVAS 冥王神話 外伝』が『週刊少年チャンピオン』および『別冊少年チャンピオン』で連載された。本項ではこの外伝についても説明する。

## 概要
車田正美の代表作『聖闘士星矢』の外伝作品の一つ。原作に設定上存在した、243年前の前聖戦が舞台である。本作品のドラマ性が新たな読者を獲得することで、それを通じて『聖闘士星矢』の新たなファンも増加するという相乗効果も生み出されている。また2009年にはアニメ化され、OVAとして発売もされた。詳細は後述のアニメーションを参照。
2009年10月16日発売の『プリンセスGOLD』2009年11+12月号では、OVA発売記念としてユズリハを主人公とした外伝エピソード『聖闘士星矢 THE LOST CANVAS 冥王神話 ユズリハ外伝 血墨の紋』（-ちずみのもん）が掲載された。
『LC』本編の終了後、『LC』に登場した黄金聖闘士の前日譚および後日譚を描く『聖闘士星矢 THE LOST CANVAS 冥王神話 外伝』が『週刊少年チャンピオン』2011年25号から2012年22+23号まで、『別冊少年チャンピオン』に移籍して2012年7月号から2016年4月号まで連載された。
手代木にとっては3巻以上の単行本が発行された初の作品であり、2009年3月に単行本が12巻まで刊行された時点で、累計120万部を突破するセールスを記録した。

## あらすじ
18世紀、イタリア。テンマは黄金聖闘士・天秤座の童虎に才能を見いだされ修行の末、天馬星座の聖闘士となった。また、聖域で幼なじみの少女・サーシャと再会し、彼女がこの時代のアテナであることを知る。テンマの故郷がハーデス軍の襲撃に遭いその迎撃に向かうが、そこで冥王ハーデスの正体がサーシャの兄で幼馴染の親友・アローンであることを知り、大きな衝撃を受ける。描かれた者の命を奪うロストキャンバスを使い、人類を滅ぼそうとするハーデスを止めるため、アテナの聖闘士たちはハーデス配下の神々や冥闘士と戦い、ハーデスの元に迫るが、あと一歩の所で空の魔宮ロストキャンバスへと逃げられる。追跡のためポセイドンの助力を得て、古代の箱舟を使い空の魔宮に乗り込んだテンマたちは、ハーデスによってさらなる力を与えられた冥闘士が守る8つの魔宮の守人たちとの激闘を繰り広げ、多くの犠牲を出しながら、ついにハーデスの元に辿り着く。死んだ黄金聖闘士たちも魂のみとなりながら加勢し、12人の小宇宙を合わせ、アローンの体からハーデスを追い出すことに成功する。力尽きた黄金聖闘士たちをおいて、アテナ（サーシャ）、テンマ、アローンの3人は魂のまま最後の魔宮に鎮座したハーデスを冥界へと追いやり、聖戦を終結させる。

## アニメーション
『聖闘士星矢 THE LOST CANVAS 冥王神話』が2009年にOVA化され、DVDとBlu-ray Discが発売されることが『週刊少年チャンピオン』2009年1号にて発表された。アニメーション制作は東京ムービー（トムス・エンタテインメント）。第1章が2009年6月から発売、全13話、第2章は2011年2月23日より全6巻で発売された。内容は原作版の単行本第11巻までを下敷きに原作に忠実に作られている。アニメオリジナル要素として、原作では名前のない一部の端役にも名前が設定され、この時代よりさらに1世代前のアテナ（声:坂本真綾）とハーデス（声:内田夕夜）が登場している。
第1章完結後の2010年5月10日から8月2日まで、CSチャンネルのキッズステーションでも放送されたほか、インターネットテレビGYAO!でも無料配信された。これに伴い、『チャンピオン』誌上でアニメに関する情報コーナー「小宇宙通信」（コスモつうしん）が同号から掲載された。

### スタッフ
- 企画 - 松元理人、沢考史
- 原作 - 車田正美
- 漫画 - 手代木史織（秋田書店「週刊少年チャンピオン」連載）
- シリーズ構成 - 菅良幸[5]
- キャラクターデザイン・総作画監督 - 岩佐裕子
- デザインワークス - 森木靖泰
- 美術監督 - 吉原俊一郎
- 色彩設計 - 中尾総子
- 編集 - 長坂智樹
- 音楽 - 和田薫
- 音響監督 - なかのとおる
- 音響制作 - HALF H・P STUDIO
- 企画協力 - 週刊少年チャンピオン編集部
- プロデューサー - 鶴木洋介
- アニメーション制作 - 東京ムービー
- 監督 - 鍋島修

### 主題歌
オープニングテーマ
「The Realm of Athena」
作詞 - King Reguyth / 作曲 - 関根安里 / 編曲・歌 - EUROX
エンディングテーマ
「花の鎖」
作詞 - 車田正美、松尾康治 / 作曲 - Kacky / 編曲 - 大石憲一郎 / 歌 - 生乃麻紀、Marina del ray
「花の鎖」は、生乃麻紀のソロアルバム「光あるうちに」にアコースティックバージョンが収録された。

### 各話リスト
| 収録巻                   | 話数   | サブタイトル             | 脚本   | 絵コンテ | 演出       | 作画監督                       |       |
| 第1章                    | 第1章  | 第1章                    | 第1章  | 第1章    | 第1章      | 第1章                          | 第1章 |
| ------------------------ | ------ | ------------------------ | ------ | -------- | ---------- | ------------------------------ | ----- |
| 第1巻 2009年6月24日発売  | 第1話  | 約束                     | 菅良幸 | 鍋島修   | 原田奈奈   | 岩佐裕子                       |       |
| 第1巻 2009年6月24日発売  | 第2話  | ハーデス覚醒             | 菅良幸 | 本多康之 | 原田奈奈   | とみながまり                   |       |
| 第2巻 2009年8月21日発売  | 第3話  | 聖戦始動                 | 櫻井剛 | 鍋島修   | 原田奈奈   | 小山知洋                       |       |
| 第2巻 2009年8月21日発売  | 第4話  | 祈りの花輪               | 櫻井剛 | 本多康之 | 原田奈奈   | ふくだのりゆき 向後知一 中本尚 |       |
| 第3巻 2009年10月21日発売 | 第5話  | 毒薔薇                   | 菅良幸 | 鍋島修   | 原田奈奈   | 芝美奈子 斎藤浩信 細野明美     |       |
| 第3巻 2009年10月21日発売 | 第6話  | 花葬列                   | 菅良幸 | 本多康之 | 本多康之   | とみながまり 秦野好紹          |       |
| 第4巻 2009年12月23日発売 | 第7話  | 木欒子（もくれんじ）の実 | 櫻井剛 | 山本天志 | 日巻裕二   | 本橋秀之                       |       |
| 第4巻 2009年12月23日発売 | 第8話  | 良き風の日               | 櫻井剛 | 鍋島修   | 原田奈奈   | 青野厚司 向後知一 中本尚       |       |
| 第5巻 2010年2月24日発売  | 第9話  | 巨星                     | 櫻井剛 | 島津裕行 | 原田奈奈   | 宍戸久美子 小谷杏子            |       |
| 第5巻 2010年2月24日発売  | 第10話 | 降臨                     | 櫻井剛 | 越智一裕 | 原田奈奈   | 椛島洋介                       |       |
| 第6巻 2010年4月21日発売  | 第11話 | もう届かない             | 菅良幸 | 鍋島修   | 原田奈奈   | 小山知洋 秦野好紹              |       |
| 第6巻 2010年4月21日発売  | 第12話 | 絶えない犠牲             | 櫻井剛 | 本多康之 | 原田奈奈   | ふくだのりゆき                 |       |
| 第6巻 2010年4月21日発売  | 第13話 | 旅立ち                   | 菅良幸 | 鍋島修   | 鍋島修     | とみながまり 中本尚            |       |
| 第2章                    |        |                          |        |          |            |                                |       |
| 第1巻 2011年2月23日発売  | 第14話 | 死の森                   | 菅良幸 | 本多康之 | 原田奈奈   | ふくだのりゆき                 |       |
| 第1巻 2011年2月23日発売  | 第15話 | もしあの日に帰れたら     | 菅良幸 | 鍋島修   | 原田奈奈   | ふくだのりゆき                 |       |
| 第2巻 2011年3月18日発売  | 第16話 | 神と駒                   | 櫻井剛 | 向後知一 | 向後知一   | ふくだのりゆき                 |       |
| 第2巻 2011年3月18日発売  | 第17話 | 塵芥                     | 菅良幸 | 本多康之 | 梅本唯     | 池内直子                       |       |
| 第3巻 2011年4月20日発売  | 第18話 | ただ生きてほしい         | 櫻井剛 | 鍋島修   | 原田奈奈   | ふくだのりゆき                 |       |
| 第3巻 2011年4月20日発売  | 第19話 | 孤高の剣                 | 菅良幸 | 大宙征基 | 向後知一   | ふくだのりゆき                 |       |
| 第4巻 2011年5月18日発売  | 第20話 | 夢の牢獄                 | 櫻井剛 | 本多康之 | 原田奈奈   | 加々美高浩                     |       |
| 第4巻 2011年5月18日発売  | 第21話 | 夢の先に                 | 菅良幸 | 越智一裕 | 坂口竜太郎 | 池内直子                       |       |
| 第5巻 2011年6月22日発売  | 第22話 | 大義の道                 | 櫻井剛 | 鍋島修   | 原田奈奈   | 斎藤浩信 細野明美              |       |
| 第5巻 2011年6月22日発売  | 第23話 | 聖剣                     | 菅良幸 | 本多康之 | 向後知一   | ふくだのりゆき                 |       |
| 第6巻 2011年7月20日発売  | 第24話 | 血戦の時                 | 菅良幸 | 越智一裕 | 原田奈奈   | 早川淳一                       |       |
| 第6巻 2011年7月20日発売  | 第25話 | 幾星霜                   | 櫻井剛 | 本多康之 | 本多康之   | 中本尚 田中良 加々美高浩       |       |
| 第6巻 2011年7月20日発売  | 第26話 | お前らしくあれ           | 菅良幸 | 鍋島修   | 原田奈奈   | 岩佐裕子                       |       |

### DVD・Blu-ray
各2話収録。第1巻は2009年6月24日にバップより発売で、以降隔月1巻ずつ順次リリースされる。発売と同時にレンタルも開始。第1章全6巻、第2章全6巻。
- 第1章第1巻 （2009年6月24日発売 本編51分／片面一層／カラー／16:9） VPBV-13345
  - 映像特典：ノンクレジットオープニング／設定資料
  - 封入特典（初回生産分のみ）：シリーズ特典《ドラマCD》応募券、手代木史織先生描き下ろしイラストカード封入
- 第1章第2巻 （2009年8月21日発売 本編49分／片面一層／カラー／16:9） VPBV-13346
  - 映像特典：ノンクレジットエンディング／設定資料予定
  - 封入特典（初回生産分のみ）：シリーズ特典《ドラマCD》応募券、手代木史織先生描き下ろしイラストカード封入
- 第1章第3巻 （2009年10月21日発売 本編49分／片面一層／カラー／16:9） VPBV-13347
  - 映像特典：設定資料／告知トレーラー・ムービー
  - 封入特典（初回生産分のみ）：シリーズ特典《ドラマCD》応募券、手代木史織先生描き下ろしイラストカード封入
- 第1章第4巻 （2009年12月23日発売 本編49分／片面一層／カラー／16:9） VPBV-13348
  - 映像特典：設定資料
  - 封入特典（初回生産分のみ）：シリーズ特典《ドラマCD》応募券、手代木史織先生描き下ろしイラストカード封入
- 第1章第5巻 （2010年2月24日発売 本編49分／片面一層／カラー／16:9） VPBV-13349
  - 映像特典：設定資料
  - 封入特典（初回生産分のみ）：シリーズ特典《ドラマCD》応募券、手代木史織先生描き下ろしイラストカード封入、キャラクター着ボイス》プレゼント
- 第1期第6巻 （2010年4月21日発売 本編73分／片面一層／カラー／16:9） VPBV-13350
  - 映像特典：設定資料
  - 封入特典（初回生産分のみ）：シリーズ特典《ドラマCD》応募券、手代木史織先生描き下ろしイラストカード封入

### 音楽CD
| 枚 | 発売日         | タイトル                                                            | 発売元                        | 規格品番   | 備考                                          |
| -- | -------------- | ------------------------------------------------------------------- | ----------------------------- | ---------- | --------------------------------------------- |
| 1  | 2009年 7月25日 | 聖闘士星矢 THE LOST CANVAS 冥王神話 〜主題歌集                      | インディーズ・メーカー        | DAKTMS-305 | 主題歌全6曲を収録。                           |
| 2  | 2009年 9月25日 | 聖闘士星矢 THE LOST CANVAS 冥王神話 〜オリジナルサウンドトラック    | 東京ムービーレコード          | TMS-306    | 音楽全36曲を収録。                            |
| 3  | 2010年 4月17日 | 聖闘士星矢 THE LOST CANVAS 冥王神話 〜マイクロファイバーミニタオル  | ブロッコリー                  | CGD-7020   | キャラクターグッズを収録。                    |
| 5  | 2011年 8月10日 | 「聖闘士星矢 THE LOST CANVAS 冥王神話」 キャラクターソング アルバム | ドワンゴ・ミュージック dmARTS | DGSA-10017 | キャラクターソング。 各声優のソングアルバム。 |

#### インターネットラジオ
『THE LOST CANVAS 冥王神話』のアニメ化に伴い、2009年5月14日よりWebラジオ『RADIO小宇宙通信』が公式サイトにて不定期配信された。パーソナリティーは柿原徹也（テンマ役）、下野紘（アローン役）、三宅健太（童虎役）の三人。
ゲスト
- 第3回： 関根安里（EUROX/OP作曲）
- 第4回： 生乃麻紀（ED歌手）
- 第5回： 平野綾（アテナ役）
- 第7回： 阿部敦（ヤト役）
- 第8回： 福山潤（輝火役）
- 第9回： 手代木史織（原作者）

### ネット配信
YouTube「TMSアニメ55周年公式チャンネル」で、2020年4月8日から第1 - 3話と第16 - 18話が無料配信、同年4月30日より同チャンネルで第4 - 9話・第11 - 15話・第19 - 22話・第23 -26話にわけて無料配信されている（いずれも同年5月6日までの期間限定）。

## 派生作品

### ユズリハ外伝 血墨の紋
『聖闘士星矢 THE LOST CANVAS 冥王神話 ユズリハ外伝 血墨の紋』は、2009年に『プリンセスGOLD』（秋田書店）にて掲載された読切作品である。白銀聖闘士・鶴座（クレイン）のユズリハを主人公とした『LC』のアナザーストーリーとなっている。2015年12月8日発売の『LC外伝』14巻に初収録された。
ユズリハとシオンが教皇の命で故郷ジャミールを訪れた時、過去にユズリハの弟トクサが冥闘士となりそして殺したことを回想する。

### LC外伝
『聖闘士星矢 THE LOST CANVAS 冥王神話 外伝』は、黄金聖闘士を主人公にした『LC』の前日譚・後日譚に当たるエピソードである。単行本5巻までが『週刊少年チャンピオン』掲載分。6巻以降が『別冊少年チャンピオン』掲載分となる。全14エピソード。以下で特に記述が無い場合は、『LC』の前日譚に当たるエピソードである。
| #  | 刊行年月日         | ISBN              | 星座        | 対象者                                 |
| -- | ------------------ | ----------------- | ----------- | -------------------------------------- |
| 1  | 2011年10月7日刊行  | 978-4-253-21644-9 | 魚座        | アルバフィカ                           |
| 2  | 2011年12月8日刊行  | 978-4-253-21645-6 | 蠍座        | カルディア                             |
| 3  | 2012年2月9日刊行   | 978-4-253-21646-3 | 水瓶座      | デジェル                               |
| 4  | 2012年4月6日刊行   | 978-4-253-21647-0 | 蟹座        | マニゴルド                             |
| 5  | 2012年7月6日刊行   | 978-4-253-21648-7 | 山羊座      | エルシド                               |
| 6  | 2012年12月7日刊行  | 978-4-253-21680-7 | 天秤座      | 童虎 （後日譚）                        |
| 7  | 2013年4月8日刊行   | 978-4-253-21681-4 | 獅子座      | レグルス                               |
| 8  | 2013年8月8日刊行   | 978-4-253-21682-1 | 乙女座      | アスミタ                               |
| 9  | 2013年12月6日刊行  | 978-4-253-21683-8 | 牡牛座      | テネオ （後日譚） ハスガード（前日譚） |
| 10 | 2014年6月20日刊行  | 978-4-253-21684-5 | 射手座      | シジフォス                             |
| 11 | 2014年10月20日刊行 | 978-4-253-21685-2 | 双子座      | デフテロス                             |
| 12 | 2015年1月8日刊行   | 978-4-253-21686-9 | 双子座      | アスプロス                             |
| 13 | 2015年6月8日刊行   | 978-4-253-21687-6 | 牡羊座      | シオン                                 |
| 14 | 2015年12月8日刊行  | 978-4-253-21688-3 | 牡羊座      | シオン                                 |
| 15 | 2016年3月8日刊行   | 978-4-253-21689-0 | 蟹座 祭壇座 | セージ、ハクレイ                       |
| 16 | 2016年6月8日刊行   | 978-4-253-21702-6 | 蟹座 祭壇座 | セージ、ハクレイ                       |

### 番外編　傀儡と王
『聖闘士星矢 THE LOST CANVAS 冥王神話 番外編　傀儡と王』は2015年に『チャンピオンRED』（秋田書店）にて掲載された読み切り作品である。
本心を隠したままに冥王ハーデスとして振舞うアローンを主人公とした番外編となっている。
単行本未収録。

### 番外編2
2016年に『チャンピオンRED』（秋田書店）にて掲載された読み切り作品である。
五老峰に座している童虎が、聖衣と秘術が施された心臓を通じて、前天秤座の聖闘士イティアと前水瓶座の聖闘士クレストが活躍していた前々聖戦の記憶を垣間見る番外編となっている。
単行本未収録。

## 書誌情報
- 車田正美（原作）・手代木史織（漫画）『聖闘士星矢 THE LOST CANVAS 冥王神話』秋田書店〈少年チャンピオン・コミックス〉、全25巻
  1. 2006年12月8日発売[8]、ISBN 4-253-21221-2
  2. 2007年3月8日発売[9]、ISBN 978-4-253-21222-9
  3. 2007年5月8日発売[10]、ISBN 978-4-253-21223-6
  4. 2007年7月6日発売[11]、ISBN 978-4-253-21224-3
  5. 2007年9月7日発売[12]、ISBN 978-4-253-21225-0
  6. 2007年11月8日発売[13]、ISBN 978-4-253-21226-7
  7. 2008年2月8日発売[14]、ISBN 978-4-253-21227-4
  8. 2008年4月8日発売[15]、ISBN 978-4-253-21228-1
  9. 2008年6月6日発売[16]、ISBN 978-4-253-21229-8
  10. 2008年8月8日発売[17]、ISBN 978-4-253-21230-4
  11. 2008年11月7日発売[18]、ISBN 978-4-253-21511-4
  12. 2009年2月6日発売[19]、ISBN 978-4-253-21512-1
  13. 2009年4月8日発売[20]、ISBN 978-4-253-21513-8
  14. 2009年6月8日発売[21]、ISBN 978-4-253-21514-5
  15. 2009年8月7日発売[22]、ISBN 978-4-253-21515-2
  16. 2009年10月8日発売[23]、ISBN 978-4-253-21516-9
  17. 2009年12月8日発売[24]、ISBN 978-4-253-21517-6
  18. 2010年3月8日発売[25]、ISBN 978-4-253-21518-3
  19. 2010年5月7日発売[26]、ISBN 978-4-253-21519-0
  20. 2010年7月8日発売[27]、ISBN 978-4-253-21520-6
  21. 2010年9月8日発売[28]、ISBN 978-4-253-21539-8
  22. 2010年12月8日発売[29]、ISBN 978-4-253-21540-4
  23. 2011年2月8日発売[30]、ISBN 978-4-253-21641-8
  24. 2011年4月8日発売[31]、ISBN 978-4-253-21642-5
  25. 2011年5月6日発売[32]、ISBN 978-4-253-21643-2
- 車田正美（原作）・手代木史織（漫画）『聖闘士星矢 THE LOST CANVAS 冥王神話 番外編』秋田書店〈チャンピオンREDコミックス〉、2021年6月18日発売[33]、ISBN 978-4-253-32041-2